# المجازر القديمة (الدار البيضاء)
مسالخ الدار البيضاء القديمة أي المجازر القديمة في الدار البيضاء (بالفرنسية: Les Anciens Abattoirs de Casablanca)، وتعرف كذلك شعبيا ومحليا باسم «الباطوار»، هي مسالخ بنيت في مدينة الدار البيضاء عام 1912 إبان فترة الحماية الفرنسية على المغرب من قبل المهندس المعماري جورج إرنست ديماريست في حي المحمدي شرق العاصمة الاقتصادية الدار البيضاء. وتم تحديثها في عام 1922 من قبل المهندس هنري بروست.
استوحيت هندسته المعمارية من أسلوب الفن الزخرفي ونمط يسمى إحياء العمارة الإسلامية. حيث زينت أبواب القاعة الرئيسية بنجوم شريفية في بلاط زليج التقليدي. وتبلغ مساحة المسالخ 5.5 هكتار بما فيها 2.2 هكتار مساحة المباني. وقد عمل بها أكثر من 5000 شخص.

## أجزاء
البنايات التي تحتويها:
- مجزرة للخنازير
- محل لبيع أحشاء الذبيحة
- مجازر للذبائح الصغيرة
- مجازر للذبائح الكبيرة
- إسطبل للذبائح الصغيرة
- إسطبل للذبائح الكبيرة
- إسطبل للأحصنة
- مجزرة للأحصنة
- فضاء لحرق الجيف
- بناء مبرد

تم تكبيرها عام 1951، ثم أغلقت عام 2002، وإستبدلت بمسالخ جديدة بنيت في إحدى أحياء الدار البيضاء. في عام 2003 سجلت في قائمة المعالم التاريخية و البنايات المسجلة.